# بلصفرات (افرطيسة)
بلمفرات هي إحدى مشيخات المملكة المغربية، تتبع جغرافيا لإقليم بولمان وإداريًا لافرطيسة. يقدر عدد سكانها بـ 1903 نسمة حسب الإحصاء الرسمي للسكان والسكنى لسنة 2004.